# Assurger
Assurger is een monotypisch geslacht van straalvinnige vissen uit de familie van haarstaarten (Trichiuridae).

## Soort
- Assurger anzac Alexander, 1917